# كينشير أوغاساوارا
كينشير أوغاساوارا (باليابانية: 小笠原 賢聖) (26 مارس 1995 في طوكيو في اليابان – )؛ هو لاعب كرة قدم كان يلعب كلاعب وسط.

## وصلات خارجية
- كينشير أوغاساوارا على موقع رابطة كرة القدم اليابانية للمحترفين (اليابانية)